# Гиббс, Стерлинг
Стерлинг Гиббс (англ. Sterling Gibbs; род. 17 июля 1993, Скотч-Плейнс, США) — американский профессиональный баскетболист, играющий на позиции разыгрывающего защитника.

## Карьера
Стерлинг начал показывать серьёзные результаты еще в старшей школе. За время обучения по подготовительной программе в Сетон-Холл в родном Нью-Джерси он стал самым результативным игроком штата и установил рекорд школы, набрав в общей сложности 1984 очка.
В 2011 году Гиббс поступил на первый курс колледжа и провёл 30 матчей за команду Техаса. Через год он вернулся в Сетон-Холл, но вынужден был пропустить сезон в NCAA из-за трансферных правил.
Его карьерный взлёт начался в сезоне 2013/2014 в составе «Пиратов». В сезоне 2014/2015 Гиббс стал первым снайпером своей команды. В этом же году он попал во вторую пятёрку конференции, отметился 75 реализованными трёхочковыми, что стало четвертым результатом в Big East и установил личный рекорд в одном матче — 40 очков.
В свой последний год обучения в колледже Гиббс решил отправиться в «Коннектикут Хаскис», которые за 2 года до этого стали чемпионами NCAA. В новой команде Стерлинг прочно застолбил себе место в стартовой пятёрке, не раз признавался игроком недели и успел получить еще несколько персональных наград. За 32 минуты он набирал по 12,3 очка, 2,2 подбора, 2,3 передачи и 0,9 перехвата.
В 2016 году Гиббс переехал в Европу и стал игроком венгерской команды «Кёрменд». Стерлинг помог своей команде выйти в полуфинал венгерской лиги и венгерского кубка с 14,4 очка, 2,1 подбора и 3,3 передачи в активе.
В июле 2017 успел поиграть в Доминиканской Республике за команду «Индиос де Сан-Франциско», набирая в среднем 11,2 очка, 1,5 подбора, 4,6 передачи за 26,2 минуты.
В августе 2017 года Гиббс подписал 2-летний контракт с «Нижним Новгородом», но в октябре досрочно расторг контракт по обоюдному согласию. Стерлинг принял участие в предсезонных товарищеских играх и квалификации Лиги чемпионов ФИБА. В 2 матчах он показал среднюю статистику в 2 очка, 2,5 подбора и 6,5 передачи.
В январе 2018 года стал игроком «Капошвари».

## Сборная США
В 2009 году Гиббс вошёл в состав сборной США (до 16 лет) и помог команде завоевать золотую медаль чемпионата Америки ФИБА без единого поражения в турнире.
В 2010 году Гиббс в составе сборной США 3×3 отправился на Юношеские Олимпийские игры, проходившие в Сингапуре, и сумел дойти до полуфинала.

## Достижения

### Клубные
- Обладатель Кубка Словении: 2019/2020

### Сборная США
- Победитель Чемпионата Америки (до 16 лет): 2009